# Luci de Tars
Luci de Tars (en llatí Lucius, en grec antic Λούκιος) era un metge grec natural de Tars a Cilícia, al que Galè, menciona, i que va viure al segle i.
L'esmenta també Arquígenes, i diu que era mestre de Critó i d'Asclepíades Farmació, llevat que la paraula que va servir, ὁ καθηγητής (el mestre) fos només una titulació honorífica, cosa que és possible. Johann Albert Fabricius diu que va ser mestre de Galè, però segurament és una falsa interpretació. Aeci cita diverses vegades les seves fórmules mèdiques. No es conserva cap de les seves obres però se'n coneix una, mencionada per Celi Aurelià, (Tardae Passiones) que tractava sobre malalties cròniques, en quatre llibres, si és que es tracta del mateix Luci.